# Международная комиссия картинга
Международная комиссия картинга (фр. Commission Internationale de Karting, сокр. CIK, CIK-FIA) — главный международный санкционирующий орган по картингу. Была создана в 1962 году, с 2000 года входит в состав ФИА. Штаб-квартира расположена в Париже. С декабря 2017 года президентом организации является бывший гонщик Формулы-1 Фелипе Масса.
Комиссия ведёт деятельность по развитию картинга во всём мире и регламентации существующих картинговых соревнований. Наиболее значимым турниром CIK является Чемпионат мира по картингу.